# Speicherstadt

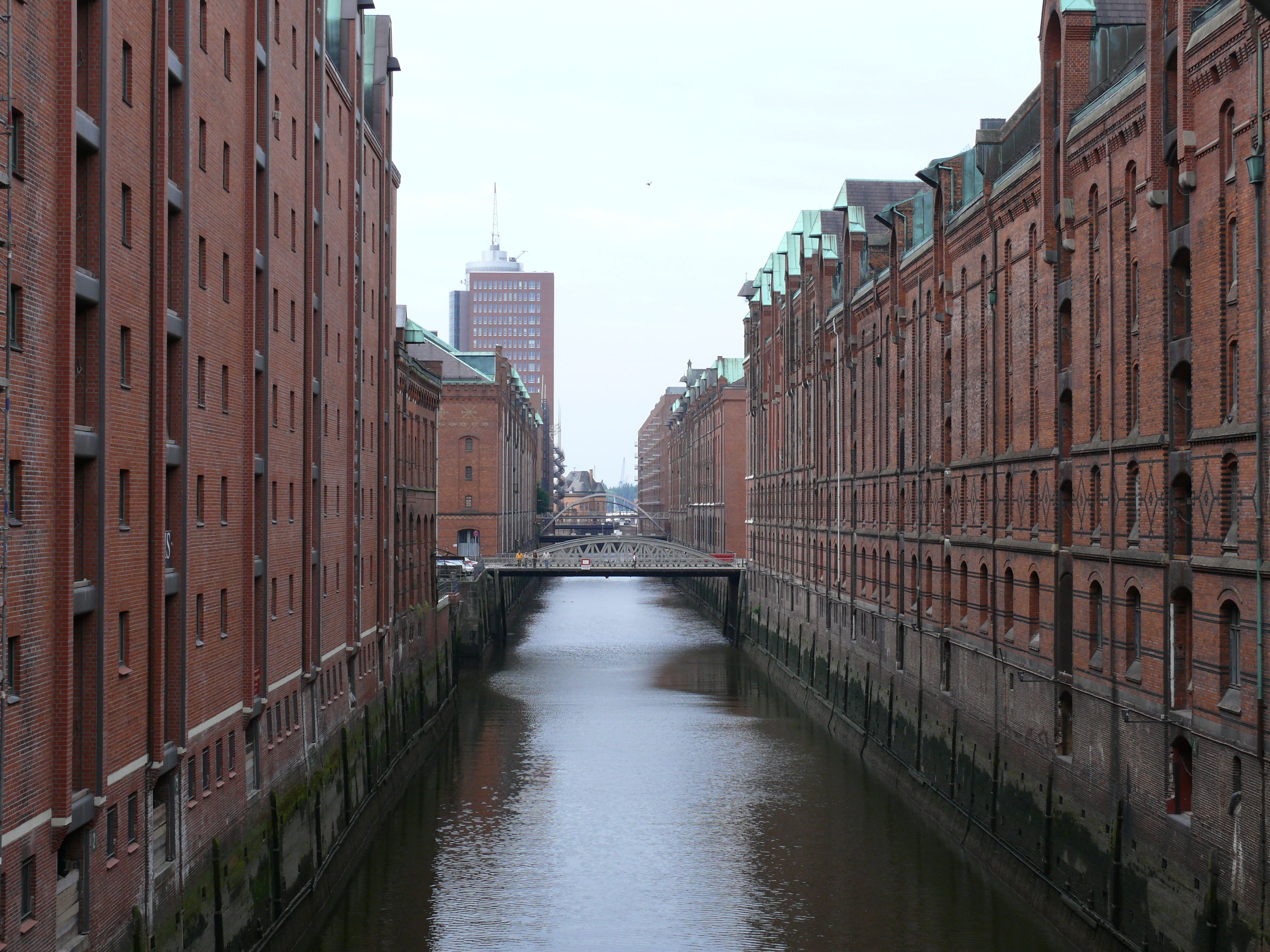
Kanał w Speicherstadt

Speicherstadt – obszar w Hamburgu położony w okolicach portu. Jest to największy na świecie kompleks powiązanych ze sobą magazynów zbudowanych w wilhelmińskim gotyku ceglanym. Zabudowania posiadają ponad stuletnią historię. Powstały pod wpływem decyzji o utworzeniu w Hamburgu portu wolnocłowego w 1888 roku. W latach użytkowania przechowywano w nich zboże, kawę, herbatę, przyprawy i tytoń. Pięciopiętrowe budynki wyposażone były w dźwigi umożliwiające wyładunek towarów wprost z barek. Na terenie Speicherstadt powstała nowoczesna dzielnica HafenCity.
W 2015 roku hamburskie Speicherstadt i Kontorhausviertel wraz z Chilehaus zostały wpisane na listę dziedzictwa kulturowego UNESCO.

## Architektura
Magazyny zbudowane są z czerwonej cegły w stylu neogotyckim. Front budynków znajduje się od ulicy, natomiast tylna część stanowi ścianę kanału.
Spichlerze posiadają charakterystyczne ściany szczytowe, które zwieńczone są wieżyczkami.
Obecna powierzchnia użytkowa wszystkich budynków w Speicherstadt wynosi około 630.000 metrów kwadratowych. Budynki mają rozmaite przeznaczenie, niektóre nadal są wykorzystywane jako magazyny lub hurtownie, inne przeznaczone są pod działalność muzealną lub wystawienniczą.